# Sulayman ibn Kutalmix
Sulayman I ibn Kutalmix (turc anatoli antic: سُلَیمانشاہ بن قُتَلمِش; àrab: سُليمان بن قُتلُمُش, Sulaymān-Xāh b. Qutulmux; persa: سلیمان بن قتلمشturc: Kutalmışoğlu Süleyman Şah) fou el fundador del Soldanat de Rum. Era fill de Kutalmish ibn Arslan Israil, nebot per tant de Mikhail ibn Saldjuk, el pare de Toghrul Beg i de Çağrı Beg Dawud (al seu torn aquest darrer el pare d'Alp Arslan). Era, doncs, cosí segon (o cosí prim) d'Alp Arslan.
El seu pare Kutalmish, cosí germà de Çağrı Beg i Toghril Beg, s'havia revoltat a les muntanyes al sud de la mar Càspia durant el govern de Toghril, i al front d'un exèrcit de turcmans s'havia enfrontat al visir del sultà, Amid al-Mulk al-Kunduri, a Rayy, la rodalia de la qual havia devastat. Però el novembre/desembre de 1063, Alp Arslan, ja al tron, va creuar per unes maresmes perilloses (el lloc pel que menys se l'esperava) i va sorprendre a Kutlumush que va fugir cap a les muntanyes del Taure, però va morir al caure de cavall (1064); no obstant quatre dels seus fills almenys van poder arribar a aquestes muntanyes i probablement el més gran o el més capacitat, Sulayman, va aconseguir pacientment el suport d'alguns grups turcmans i després de la batalla de Mantziciert (1071) apareix ja al front d'una força important de turcmans de les que van assolar Anatòlia. El 1074 se l'esmenta com un dels caps turcmans principals i sembla que va provar d'intervenir a Síria sense èxit. El 1077 (algunes fonts diuen que ja des del 1075) Sulayman i el seu germà Mansur ibn Kutalmish, establiren un soldanat als territoris arrabassats als romans d'Orient, que els turcs anomenaven rumí, d'on va venir el nom de Soldanat de Rum, sent la primera capital a İznik. Segons la historiografia posterior aquests dos prínceps foren investits com a governadors pel gran sultà Malik Shah I, però atès que Sulayman suposadament va usar el títol de sultà, cal pensar que fou un acte unilateral que el sultà gran seljúcida havia de veure com un acte d'alta traïció; dos altres fills de Kutulmish van lluitar amb els fatimites a Palestina contra els grans seljúcides el que provaria les males relacions d'aquests branca amb el gran sultà. Una altra teoria diu pel contrari que foren cridats per l'emperador Miquel VII Ducas per lluitar contra el rebel Nicèfor Botaniates, però Sulayman hauria donat suport al rebel que el març de 1078 va acabar assolint el tron imperial com Nicèfor III Botaniates.
Malik Shah I va enviar una expedició a Anatòlia contra Sulayman, dirigida per Bursuk (1078). Mansur hauria mort en la lluita però Sulayman el va poder rebutjar finalment. Aleix I Comnè que va pujar al tron el 1081, es va veure precisat a enviar les tropes d'Anatòlia als Balcans i va fer un pacte amb Sulayman (1082 o 1083) al que va cedir els territoris que ocupava. Les fonts gregues el qualifiquen de sultà però no hi cap moneda de Sulayman que permeti acreditar que realment feia servir aquest títol.
Llavors es va dirigir a Cilícia i va ocupar algunes places. El desembre del 1084 el general Filaretos va perdre Antioquia enfront de Sulayman I ibn Kutalmish; aquest va convertir la catedral en mesquita; la possessió de la ciutat i rodalia li fou disputada per Múslim ibn Qurayx, senyor uqàylida de Mossul i Alep, que finalment fou derrotat per Sulayman a la batalla d'Antioquia de l'Orontes en la qual Múslim va morir el juny de 1085. El 1086 el seljúcida de Síria Tútuix I, germà de Malik Shah I, que mantenia una lleialtat més o menys nominal al seu germà com a sultà suprem, va enviar el general Ortuk, que va derrotar Sulayman I de Rum en una batalla prop d'Alep, i es va apoderar d'Antioquia (juny de 1086). Kilidj Arslan, fill de Sulayman, fou fet presoner en aquesta batalla (i va restar presoner de Malik Shah fins que va poder fugir a la seva mort el 1092).
Sulayman va morir poc després, encara el 1086. El sultanat fou governat, en nom del fill presoner, per Abu l-Kasim Saltuk, en qualitat de regent.